# EISCAT

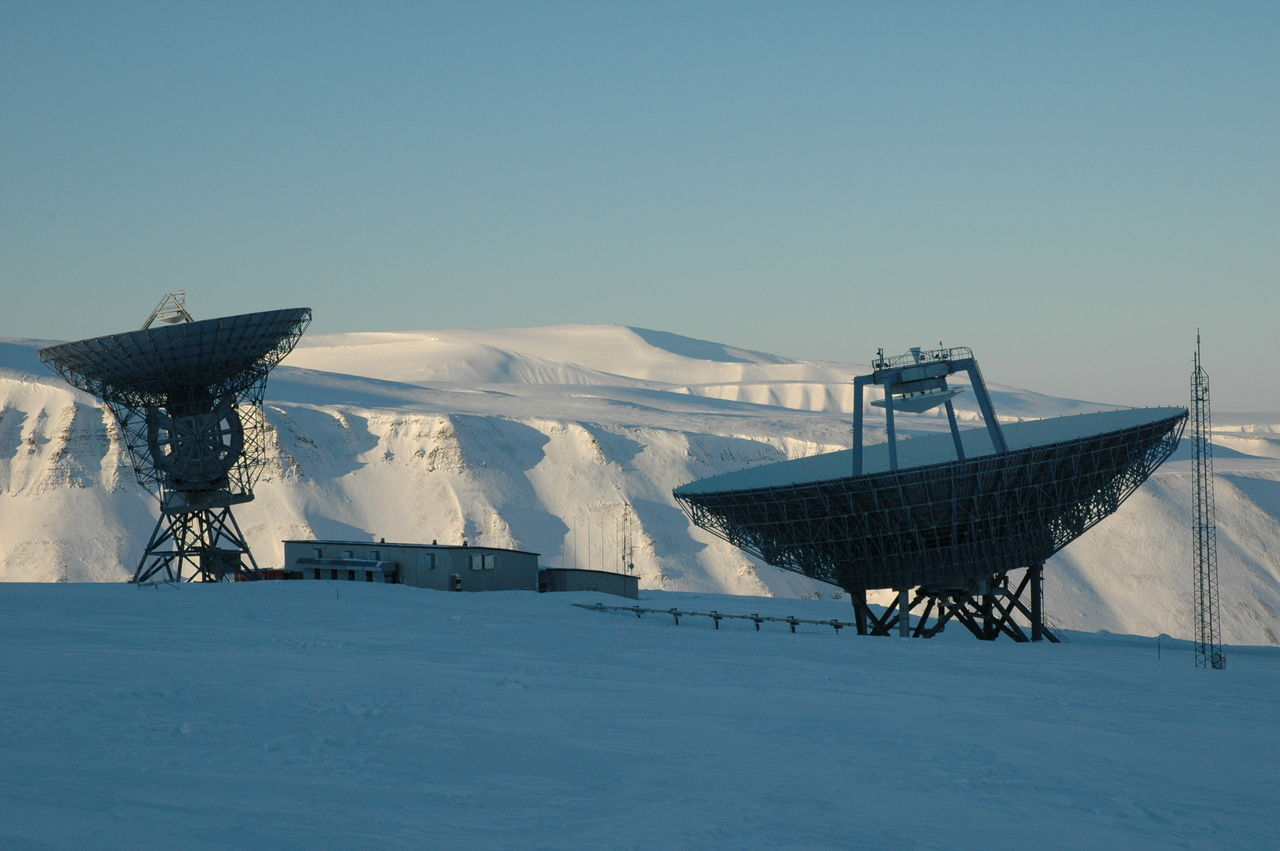
Radar EISCAT en Svalbard.

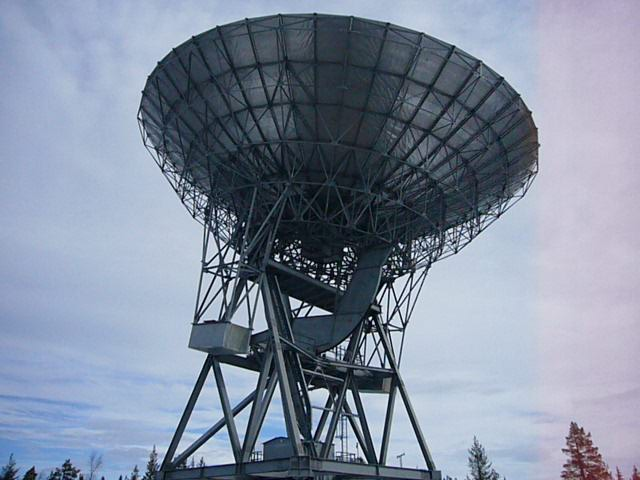
Radar EISCAT en Kiruna (diámetro 32m).

EISCAT es el acrónimo en idioma inglés de European Incoherent Scatter Scientific Association (Asociación Científica Europea de Radares de Dispersión Incoherente). Opera tres sistemas de radar de dispersión incoherente, a 224 MHz, 931 MHz en el norte de Escandinavia y uno a 500 MHz en Svalbard, usados para estudiar la interacción entre el Sol y la Tierra como ha sido revelado en alteraciones en la ionosfera y magnetosfera. En las instalaciones de Ramfjordmoen (cerca de Tromsø, Noruega ), también opera un calentador ionosférico. Tiene estaciones receptoras ubicadas en Sodankylä (Finlandia) y Kiruna (Suecia). La sede de EISCAT también se encuentra en Kiruna.

## Marco teórico

### Historia
En 1973, la propuesta EISCAT - que fue planeado originalmente para Francia, Alemania y los tres países nórdicos - parecía moribunda. Entonces, el físico galés Granville Beynon se involucró y en 1975 se firmó el acuerdo con el Reino Unido como miembro. La propuesta de adhesión originalmente había sido rechazada por el comité de SRC como no apropiada. Beynon, sin embargo, convenció a la Junta para revocar la decisión de la comisión y, como resultado de sus esfuerzos, cientos de científicos europeos han tenido la oportunidad de utilizar el radar ionosférico más avanzado del mundo.

### Sitio EISCAT
Un sitio de transmisión EISCAT que consiste en un sistema de UHF y un sistema VHF.

### Instalación de calefacción ionosférica
EISCAT además posee una instalación de calefacción ionosférica que incluye Dynasonde. Esta instalación está situada al lado de los radares de dispersión incoherente UHF y VHF.El calentador se utiliza para experimentos de modificación ionosférica aplicando transmisiones de alta potencia de ondas electromagnéticas de alta frecuencia para estudiar los parámetros del plasma en la ionosfera. El nombre Calefacción deriva del hecho de que estas ondas electromagnéticas de alta potencia, que se transmiten en la ionosfera con antenas de alta ganancia, calientan los electrones y por lo tanto modifican el estado de plasma. Para crear la turbulencia del plasma, las frecuencias de transmisión tienen que estar cerca de las resonancias de plasma, que son de 4 a 8 MHz.

### Financiamiento
EISCAT es financiado y operado por institutos de investigación y consejos de investigación de Noruega, Suecia, Finlandia, Japón, China, Reino Unido, Francia y Alemania.

### Capacidad de detección en órbita
En 2010 se inició un esfuerzo de detección de objetos en órbita que pudieran colocar en peligro a la Tierra. Para poder observar objetos en órbitas bajas – a tan solo unos pocos cientos de kilómetros de altitud – se utilizarán los radares de investigación operados por la Asociación Científica Europea de Radares de Dispersión Incoherente (EISCAT) en Suecia y Noruega, y por el Observatorio Chilbolton en Hampshire, Reino Unido.

### EISCAT 3D
EISCAT está planeando la construcción de un radar de dispersión próxima generación capaz de proporcionar control 3D de la atmósfera y la ionosfera.
En 2008, el Foro Estratégico Europeo sobre Infraestructuras de Investigación seleccionado EISCAT 3D para su "Hoja de Ruta 2008 para las infraestructuras europeas de investigación a gran escala para los próximos 20-30 años." La producción sobre una base modular comenzará en 2015 y algunas de las instalaciones serán muy grandes, con más de 30.000 elementos de antena individuales.

## Trivia
En 2008, Doritos se embarcó en una campaña de avisaje "extraterrestre", literalmente radiando un anuncio de 30 segundos para los chips de tortilla marca Doritos a un sistema solar a 42 años luz de distancia. Este proyecto se realizó en colaboración con el Centro Espacial EISCAT en Svalbard. El concurso "You Make It, We'll Play It" ("Tú lo haces, nosotros lo transmitimos") eligió el anuncio ganador que se transmitió el 12 de junio de 2008. Dicho anuncio fue transmitido hacia una estrella lejana, en la constelación de la Osa Mayor, que es orbitada por planetas que podrían albergar vida
El 9 de diciembre de 2009, apareció en el cielo de Noruega una espiral azul que fue atribuida a la acción de EISCAT. Sin embargo, el fenómeno avistado era en realidad el lanzamiento de un misil ruso R-30 Bulava estabilizado por rotación, desde el submarino nuclear Dmitry Donskoi.